# Pseudemoia
Pseudemoia is een geslacht van hagedissen uit de familie skinken (Scincidae).

## Naam en indeling
De wetenschappelijke naam van de groep werd voor het eerst voorgesteld door Ion Eduard Fuhn in 1967. Er zijn zes soorten, er zijn geen ondersoorten bekend binnen het geslacht. Veel soorten behoorden eerder tot andere geslachten, zodat in de literatuur verschillende namen worden gebruikt. Een voorbeeld is de soort Pseudemoia entrecasteauxii, die in het verleden tot de geslachten Tiliqua, Lygosoma, Gongylus, Leiolopisma, Eulepis, Claireascincus en Niveoscincus behoorde.

## Uiterlijke kenmerken
De verschillende soorten lijken wat op echte hagedissen en worden middelgroot. De voor- en achterpoten zijn altijd voorzien van vijf vingers respectievelijk tenen. In het onderste ooglid is een doorzichtig venster aanwezig zodat de skink met gesloten ogen toch kan zien.

## Verspreiding en habitat
Alle soorten komen endemisch voor in Australië en leven in de staten New South Wales, Tasmanië, Victoria, West-Australië, Zuid-Australië en mogelijk in Noordelijk Territorium.
Door de internationale natuurbeschermingsorganisatie IUCN is aan alle soorten een beschermingsstatus toegewezen. Vier soorten worden als 'veilig' (Least Concern of LC) beschouwd en één soort als 'onzeker' (Data Deficient of DD) omdat er te weinig gegevens bekend zijn. De soort Pseudemoia cryodroma staat te boek als 'bedreigd' (Endangered of EN). Deze skink heeft een klein verspreidingsgebied en de populaties zijn versnipperd. Ook het aanleggen van skiresorts wordt gezien als een belangrijke bedreiging omdat het natuurlijke leefgebied wordt aangetast.

## Soorten
Het geslacht omvat de volgende soorten, met de auteur en het verspreidingsgebied.
| Naam                       | Auteur                       | Verspreidingsgebied                                                                  |
| -------------------------- | ---------------------------- | ------------------------------------------------------------------------------------ |
| Pseudemoia baudini         | Greer, 1982                  | Australië (West-Australië, Zuid-Australië)                                           |
| Pseudemoia cryodroma       | Hutchinson & Donnellan, 1992 | Australië (Victoria)                                                                 |
| Pseudemoia entrecasteauxii | Duméril & Bibron, 1839       | Australië (New South Wales, Tasmanië, Victoria, Zuid-Australië)                      |
| Pseudemoia pagenstecheri   | Lindholm, 1901               | Australië (New South Wales., Tasmanië, Victoria)                                     |
| Pseudemoia rawlinsoni      | Hutchinson & Donnellan, 1988 | Australië (New South Wales., Tasmanië, Victoria, mogelijk in Noordelijk Territorium) |
| Pseudemoia spenceri        | Lucas & Frost, 1894          | Australië (New South Wales, Victoria)                                                |